# 柚子乃
柚子乃（ゆずの、12月15日 - ）は、日本の女性歌手。北海道出身。音楽制作集団「I've」の元ボーカリストで、札幌市を拠点に活動するガールズロックユニット「ナデシコドール」のボーカルをユズハ名義で務めている。作詞などのクレジットの際はYUZUNOとも表記される。血液型はAB型。

## 来歴
高校生の頃より自身のバンドを組み音楽活動を行う。
2013年よりI'veに参加し、同年7月26日にWHITESOFTから発売されたPCゲーム『ギャングスタ・リパブリカ』の主題歌「モラトリアム・クラスタ」でI'veボーカリストとしてデビュー。
同年12月末にはコミックマーケット85で1stミニアルバム『Hi-Black』を発売。アルバム新曲は全て自身で作詞を手掛けた。
2014年4月には幕張メッセで開催された「ニコニコ超会議3 超音楽祭」にI’ve Special Unitの一員として出演し、「モラトリアム・クラスタ」とKOTOKOの「Collective」を披露。
同年9月にリリースされたガールズ・コンピレーションアルバム第9弾『Evidence nine』では「サブリミナル・アジェンダ -Album mix-」と書き下ろし曲「Evidence nine」の2曲で参加。
2015年8月14日に発売されたドラマCD『魔法少女リリカルなのはINNOCENT サウンドステージ01』では、同じくI'veのボーカリストであるRINAとの新ユニット「柚子乃 and RINA」としてエンディングテーマ「Keep on!!」を担当。コミックマーケット89では、同ユニット名で電波ソングミニアルバム『しょーとサーキットDS』を発売。
その後も精力的に数々の楽曲でボーカルと作詞を担当している。
2019年1月1日、ナデシコドールでの活動に専念するため、同年3月31日にメモリアルアルバムの発売とワンマンライブの開催を以ってI've卒業を発表。

## ディスコグラフィ

### シングル
| 枚  | 発売日        | タイトル       | 規格品番  | オリコン 最高位 |
| --- | ------------- | -------------- | --------- | --------------- |
| 1st | 2017年4月29日 | Light and dark | ICD-66051 |                 |

### アルバム
| 枚  | 発売日        | タイトル    | 規格品番  | オリコン 最高位 |
| --- | ------------- | ----------- | --------- | --------------- |
| 1st | 2019年3月24日 | PINK POISON | ICD-66064 |                 |

### ミニ・アルバム
| 枚  | 発売日         | タイトル | 規格品番  | オリコン 最高位 |
| --- | -------------- | -------- | --------- | --------------- |
| 1st | 2013年12月29日 | Hi-Black | ICD-66036 |                 |
| 2nd | 2018年8月18日  | Luminous | ICD-66060 |                 |

### ソロ
- YUZUNO 1stミニアルバム 「Hi-Black」（2013年12月29日） ※コミックマーケット85限定販売
  - Hi-Black（作詞：柚子乃／作曲：高瀬一矢／編曲：高瀬一矢、尾崎武士、C.G mix）
  - In the mirror（作詞：柚子乃／作曲・編曲：尾崎武士）
  - Love me...（作詞：柚子乃／作曲：C.G mix／編曲：C.G mix、星野威）
  - モラトリアム・クラスタ（作詞：松島詩史／作曲：中沢伴行／編曲：中沢伴行、尾崎武士）
  - TREASURE DAYS（作詞：柚子乃／作曲・編曲：井内舞子）
- WHITESOFT Vocal Collection Vol.1（2014年1月31日）
  - モラトリアム・クラスタ（作詞：松島詩史／作曲：中沢伴行／編曲：中沢伴行、尾崎武士）
- ギャングスタ・アルカディア 主題歌CD（2014年5月30日）
  - サブリミナル・アジェンダ（作詞：松島詩史／作曲：高瀬一矢／編曲：HARD STUFF）
- I've GIRL's COMPILATION 9 「Evidence nine」（2014年9月26日）
  - サブリミナル・アジェンダ -Album mix-（作詞：松島詩史、柚子乃／作曲：高瀬一矢／編曲：HARD STUFF、尾崎武士）
  - Evidence nine（作詞：柚子乃／作曲：高瀬一矢／編曲：高瀬一矢、尾崎武士）
- master groove circle “NIJIIRO”（2014年12月24日）
  - FUCK ME -Trance Gate mix-（作詞・作曲：高瀬一矢／編曲：HARD STUFF）
- 15th ANNIVERSARY I've GIRL'S COMPILATION 「The Time ～12 Colors～」（2016年1月1日）
  - show cage（作詞：柚子乃／作曲：尾崎武士／編曲：尾崎武士、中沢伴行）
- BALDR HEART 初回限定版同梱サウンドトラック 「PULSE OF HEART」（2016年8月26日）
  - In this World（作詞：柚子乃／作曲・編曲：高瀬一矢）
- I've×Key Collaboration Album（2016年12月29日） 
  - Little Busters!（作詞・作曲：麻枝准／編曲：C.G mix）
- Double Unlimited（2016年12月29日） ※コミックマーケット91での限定販売
  - kiss on kiss（作詞：柚子乃／作曲・編曲：中沢伴行）
  - jewel snow（作詞：柚子乃／作曲・編曲：C.G mix）
- YUZUNO 1stシングル 「Light and dark」（2017年4月29日）
  - Light and dark（作詞：柚子乃／作曲・編曲：高瀬一矢）
  - Spangle★Shower（作詞：柚子乃／作曲：中沢伴行／編曲：中沢伴行、尾崎武士）
  - ヒトリキリ（作詞：柚子乃／作曲：C.G mix／編曲：C.G mix、尾崎武士）
- I've GIRL's COMPILATION 10 「ALIVE」 初回限定版特典CD（2017年7月28日）
  - Kiss the Future -2017 version-（作詞：元長柾木／作曲：高瀬一矢／編曲：C.G mix）
- I've C-VOX 2000-2014（2018年1月1日）
  - 無重力melt（作詞：柚子乃／作曲・編曲：NAMI）
- 金色ラブリッチェ コンプリートサウンドトラック（2018年3月30日）
  - shining! our life（作詞：柚子乃／作曲・編曲：高瀬一矢）
- YUZUNO 2nd EP 「Luminous」（2018年8月18日）
  - Luminous（作詞：柚子乃／作曲・編曲：NAMI）
  - ドラマティック★ムービー（作詞：柚子乃／作曲・編曲：C.G mix）
  - sweet rain（作詞：柚子乃／作曲・編曲：NAMI）
  - dilemma -Bomb Fuctory mix-（作詞：川田まみ／作曲：中沢伴行／編曲：C.G mix）
- I've ORIGINAL Compilations - F-ive elements -（2018年12月29日） 
  - 土 the under（作詞・編曲：NAMI／作曲：高瀬一矢）

### 柚子乃 and RINA
- 魔法少女リリカルなのはINNOCENT サウンドステージ01（2015年8月14日）
  - Keep on!!（作詞：桐島愛里／作曲・編曲：高瀬一矢）
- しょーとサーキットDS（2015年12月29日） ※コミックマーケット89での限定販売
  - 応援 is L♥VE!!（作詞：KOTOKO／作曲・編曲：C.G mix）
  - CAT -lonely lolita-（作詞：桐島愛里／作曲：尾崎武士／編曲：尾崎武士、中沢伴行）
  - Darlin'♥Darlin' ～ふたりのカノジョ～（作詞：桐島愛里／作曲・編曲：中沢伴行）
  - しょーとサーキット DS（作詞：柚子乃／作曲・編曲：高瀬一矢）
- しょーとサーキットDS2（2016年12月29日） ※コミックマーケット91での限定販売
  - Rhythmic Fighter ～DS～（作詞：RINA／作曲・編曲：高瀬一矢）
  - Darlin'♥Darlin' ～ふたりのカノジョ～(IOSYS TRAX Remix)（作詞：桐島愛里／作曲：中沢伴行／編曲：D.watt&uno）
  - 悩んだときはバカヤロー!! -キュンキュン☆DIMENSION-（作詞：狐夢想／作曲・編曲：ARM）
  - ROCK 'N' ROLL HERO（作詞：桐島愛里／作曲：中沢伴行／編曲：尾崎武士、中沢伴行）
  - Flash!!（作詞：柚子乃／作曲・編曲：NAMI）
  - Welcome to きゅんきゅんワンダーランド（作詞：桐島愛里／作曲・編曲：C.G mix）
- はいぱぁ電波これくしょん!ファンタスティック★大和編（2017年4月30日）
  - 蝦夷LOVE☆1000%（作詞：狐夢想／作曲・編曲：ARM）
- u-z　2ndミニアルバム「SIN-DERELLA」（2017年10月29日） 
  - SiN-DeReLLa（作詞・作曲・編曲：u-z）
- しょーとサーキットDS3 -FINAL CORNER-（2017年12月29日） ※コミックマーケット93での限定販売
  - A to Z（作詞：RINA／作曲・編曲：高瀬一矢）
  - 始まりのshow down（作詞：桐島愛里／作曲・編曲：C.G mix）
  - answer（作詞：柚子乃／作曲・編曲：NAMI）
- beatmania IIDX 25 CANNON BALLERS（2018年3月7日）
  - うさ☆かめ大戦争!（作詞：狐夢想／作曲・編曲：ARM）

### 2015 I've Special Unit
- IVE RADICAL ENSEMBLE of 15th ANNIVERSARY ライブパンフレット（2015年3月15日） 
  - See You ～小さな永遠～ 2015 Extended mix（作詞：都築真紀、高瀬一矢、NAMI／作曲・編曲：高瀬一矢）

### タイアップ
| 曲名                     | タイアップ                                                                      |
| ------------------------ | ------------------------------------------------------------------------------- |
| モラトリアム・クラスタ   | PCゲーム『ギャングスタ・リパブリカ』オープニングテーマ                          |
| サブリミナル・アジェンダ | PCゲーム『ギャングスタ・アルカディア ～ヒッパルコスの天使～』オープニングテーマ |
| In this World            | PCゲーム『BALDR HEART』エンディングテーマ                                       |
| shining! our life        | PCゲーム『金色ラブリッチェ』エンディングテーマ                                  |
| Keep on!!                | ドラマCD『魔法少女リリカルなのはINNOCENT サウンドステージ01』エンディングテーマ |

### 歌詞提供
- RINA

「Prism」 作曲・編曲：高瀬一矢
- IA -ARIA ON THE PLANETES-（VOCALOID）

「Perverse Love Rock!」 作曲：中沢伴行／編曲：中沢伴行、尾崎武士
- 高木美佑

「now is the time」 作曲・編曲：高瀬一矢

## 参加ライブ・イベント
- ニコニコ超会議3 超音楽祭（2014年4月27日、幕張メッセ国際展示場） ※ I’ve Special Unitとして出演
- IVE 15th ANNIVERSARY “PRELUDE”（2015年1月12日・2月14日・15日、札幌・名古屋・大阪の3ヶ所にて）
- IVE RADICAL ENSEMBLE OF 15th ANNIVERSARY（2015年3月15日、TOKYO DOME CITY HALL）
- モグモール（2015年9月18日、札幌・Sound Lab mole）
- MAMI KAWADA LIVE TOUR 2015 “PARABLEPSIA” TOUR FINAL（2015年11月1日、札幌・cube garden） ※ オープニングアクトに柚子乃 and RINAとして出演
- でんぱそんぐ大戦争 -第一次-（2016年3月12日、秋葉原MOGRA） ※ 柚子乃 and RINAとして出演
- アニモール（2016年4月1日、札幌・Sound Lab mole） ※ 柚子乃 and RINAとして出演
- でんぱそんぐ大戦争 -第二次-（2016年5月4日、秋葉原MOGRA） ※ 柚子乃 and RINAとして出演
- でんぱそんぐ大戦争 -第三次-（2016年7月15日、秋葉原MOGRA） ※ 柚子乃 and RINAとして出演
- たぬツイ（2016年8月16日、札幌・Sound Lab mole） ※ 柚子乃 and RINAとして出演
- SAPPORO ANI-HIGH!!（2016年10月15日、札幌・Zepp Sapporo） ※ しょーとサーキットDS（柚子乃 and RINA）として出演
- サッポロファクトリー・ホリデーライブ（2016年10月30日、札幌・サッポロファクトリー） ※ 柚子乃 and RINAとして出演
- でんぱそんぐ大戦争 -第四次-（2016年11月18日、秋葉原MOGRA） ※ 柚子乃 and RINAとして出演
- はぴめろ＠えびす tr10 ♪はっぴぃメモリアル（2016年12月18日、新宿・Zirco Tokyo）
- ハイパー電波フェスティバル2017（2017年5月3日、渋谷・代官山UNIT） ※ しょーとサーキットDS（柚子乃 and RINA）として出演
- でんぱそんぐ大戦争 -第伍次-（2017年5月3日、秋葉原MOGRA） ※ 柚子乃 and RINAとして出演
- サッポロファクトリー・ウィークデーライブ（2017年6月7日、札幌・サッポロファクトリー）
- でんぱそんぐ大戦争 -第六次-（2017年7月22日、秋葉原MOGRA） ※ 柚子乃 and RINAとして出演